# Judo na Letních olympijských hrách 2000
Zápasy v judu na LOH v Sydney probíhaly v období 16. září - 22. září 2000.

## Medailisté

### Muži
| Kategorie | Zlato                             | Stříbro                           | Bronz                              | Bronz                                 |
| --------- | --------------------------------- | --------------------------------- | ---------------------------------- | ------------------------------------- |
| - 60 kg   | Tadahiro Nomura · Japonsko (JPN)  | Čong Pu-kjong · Jižní Korea (KOR) | Manolo Poulot · Kuba (CUB)         | Ajdyn Smagulov · Kyrgyzstán (KGZ)     |
| - 66 kg   | Hüseyin Özkan · Turecko (TUR)     | Larbi Benboudaoud · Francie (FRA) | Girolamo Giovinazzo · Itálie (ITA) | Giorgi Vazagašvili · Gruzie (GEO)     |
| - 73 kg   | Giuseppe Maddaloni · Itálie (ITA) | Tiago Camilo · Brazílie (BRA)     | Vsevolod Zeljonyj · Lotyšsko (LAT) | Anatolij Larjukov · Bělorusko (BLR)   |
| - 81 kg   | Makoto Takimoto · Japonsko (JPN)  | Čo In-čchol · Jižní Korea (KOR)   | Alexej Budolin · Estonsko (EST)    | Nuno Delgado · Portugalsko (POR)      |
| - 90 kg   | Mark Huizinga · Nizozemsko (NED)  | Carlos Honorato · Brazílie (BRA)  | Ruslan Mašurenko · Ukrajina (UKR)  | Frédéric Demontfaucon · Francie (FRA) |
| - 100 kg  | Kósei Inoue · Japonsko (JPN)      | Nicolas Gill · Kanada (CAN)       | Stéphane Traineau · Francie (FRA)  | Jurij Sťopkin · Rusko (RUS)           |
| + 100 kg  | David Douillet · Francie (FRA)    | Šin’iči Šinohara · Japonsko (JPN) | Indrek Pertelson · Estonsko (EST)  | Tamerlan Tmenov · Rusko (RUS)         |

### Ženy
| Kategorie | Zlato                                   | Stříbro                              | Bronz                                  | Bronz                                  |
| --------- | --------------------------------------- | ------------------------------------ | -------------------------------------- | -------------------------------------- |
| - 48 kg   | Rjóko Taniová · Japonsko (JPN)          | Ljubov Bruletovová · Rusko (RUS)     | Ann Simonsová · Belgie (BEL)           | Anna-Maria Gradanteová · Německo (GER) |
| - 52 kg   | Legna Verdeciaová · Kuba (CUB)          | Noriko Narazakiová · Japonsko (JPN)  | Kje Sun-hui · Severní Korea (PRK)      | Liou Jü-siang · Čína (CHN)             |
| - 57 kg   | Isabel Fernándezová · Španělsko (ESP)   | Driulis Gonzálezová · Kuba (CUB)     | Mária Pekliová · Austrálie (AUS)       | Kie Kusakabeová · Japonsko (JPN)       |
| - 63 kg   | Séverine Vandenhendeová · Francie (FRA) | Li Šu-fang · Čína (CHN)              | Čong Song-suk · Jižní Korea (KOR)      | Gella Vandecaveyeová · Belgie (BEL)    |
| - 70 kg   | Sibelis Veranesová · Kuba (CUB)         | Kate Howeyová · Velká Británie (GBR) | Čo Min-son · Jižní Korea (KOR)         | Ylenia Scapinová · Itálie (ITA)        |
| - 78 kg   | Tchang Lin · Čína (CHN)                 | Céline Lebrunová · Francie (FRA)     | Emanuela Pierantozziová · Itálie (ITA) | Simona Richterová · Rumunsko (ROU)     |
| + 78 kg   | Jüan Chua · Čína (CHN)                  | Daima Beltránová · Kuba (CUB)        | Majumi Jamašitaová · Japonsko (JPN)    | Kim Son-jong · Jižní Korea (KOR)       |

## Přehled medailí
| Pořadí | Země           | Zlato | Stříbro | Bronz | Celkově |
| ------ | -------------- | ----- | ------- | ----- | ------- |
| 1.     | Japonsko       | 4     | 2       | 2     | 8       |
| 2.     | Francie        | 2     | 2       | 2     | 6       |
| 3.     | Kuba           | 2     | 2       | 1     | 5       |
| 4.     | Čína           | 2     | 1       | 1     | 4       |
| 5.     | Itálie         | 1     | 0       | 3     | 4       |
| 6.     | Nizozemsko     | 1     | 0       | 0     | 1       |
| —      | Španělsko      | 1     | 0       | 0     | 1       |
| —      | Turecko        | 1     | 0       | 0     | 1       |
| 9.     | Jižní Korea    | 0     | 2       | 3     | 5       |
| 10.    | Brazílie       | 0     | 2       | 0     | 2       |
| 11.    | Rusko          | 0     | 1       | 2     | 3       |
| 12.    | Kanada         | 0     | 1       | 0     | 1       |
| —      | Velká Británie | 0     | 1       | 0     | 1       |
| 14.    | Belgie         | 0     | 0       | 2     | 2       |
| —      | Estonsko       | 0     | 0       | 2     | 2       |
| 16.    | Austrálie      | 0     | 0       | 1     | 1       |
| —      | Německo        | 0     | 0       | 1     | 1       |
| —      | Gruzie         | 0     | 0       | 1     | 1       |
| —      | Kyrgyzstán     | 0     | 0       | 1     | 1       |
| —      | Lotyšsko       | 0     | 0       | 1     | 1       |
| —      | Severní Korea  | 0     | 0       | 1     | 1       |
| —      | Portugalsko    | 0     | 0       | 1     | 1       |
| —      | Rumunsko       | 0     | 0       | 1     | 1       |
| —      | Ukrajina       | 0     | 0       | 1     | 1       |
| —      | Bělorusko      | 0     | 0       | 1     | 1       |
| Celkem | Celkem         | 14    | 14      | 28    | 56      |